# Magnolia (gènere)
Magnòlia o Manyòlia (Magnolia) és un gran gènere de plantes amb flors que compta cap a 210 espècies. Magnolia grandiflora és la magnòlia per excel·lència dins la subclasse Magnolioideae de la família Magnoliaceae. El gènere rep aquest nom en honor del botànic Pierre Magnol. Aquest gènere té una distribució disjunta, amb un centre principal a l'est i sud-est d'Àsia i un centre secundari a l'est de Nord-amèrica, les Antilles occidentals i algunes espècies a Amèrica del Sud.
Magnolia és un gènere antic. Va evolucionar abans que apareguessin les abelles i les flors s'adapten a la pol·linització per coleòpters. Per això els carpels de les flors de Magnolia són resistents a les mossegades d'aquests insectes. Espècies fòssils de M. acuminata daten de fa 20 milions d'anys, i plantes de la família Magnoliaceae daten de fa 95 milions d'anys. Un altre aspecte primitiu de les magnòlies és el de no tenir diferenciats els sèpals dels pètals.
El gènere Magnolia té interès en jardineria i se n'han fet híbrids amb molta reeixida. A algunes parts del Japó es fan servir les fulles de magnòlies com a plats per a menjar.
Com a medicinal M. officinalis s'ha fet servir en la medicina xinesa tradicional. L'escorça conté compostos polifenòlics d'interès en el tractament de l'ansietat. L'escorça també s'usa en pastes dentifrícies contra la càries i la peridontitis dental.

## Les Magnòlies als Països Catalans
La magnòlia (M. grandiflora) a les nostres condicions climàtiques és un arbre de fins a 25 metres d'alçada, de la família de les magnoliàcies, compacte, perenne i de fulles oblongues alternes. Les seves fulles fan entre 8 i 15 cm. Té una gran flor blanca i aromàtica de fins a un pam i de color crema. Floreix entre els mesos de maig i juliol. Produeix un fruit coniforme de 10-12 cm que té aspecte de pinya.
Hi ha Magnòlies a la Vila d'Arbúcies, a Ciutat de Girona, de València i Barcelona.

## Fruits del gènereMagnolia
És una espècie de "pinya" carnosa, no tan dura i seca com les pinyes de conífera. El color passa de verd al marró. Les llavors tenen un color rosa, taronja que pot arribar fins al vermell.

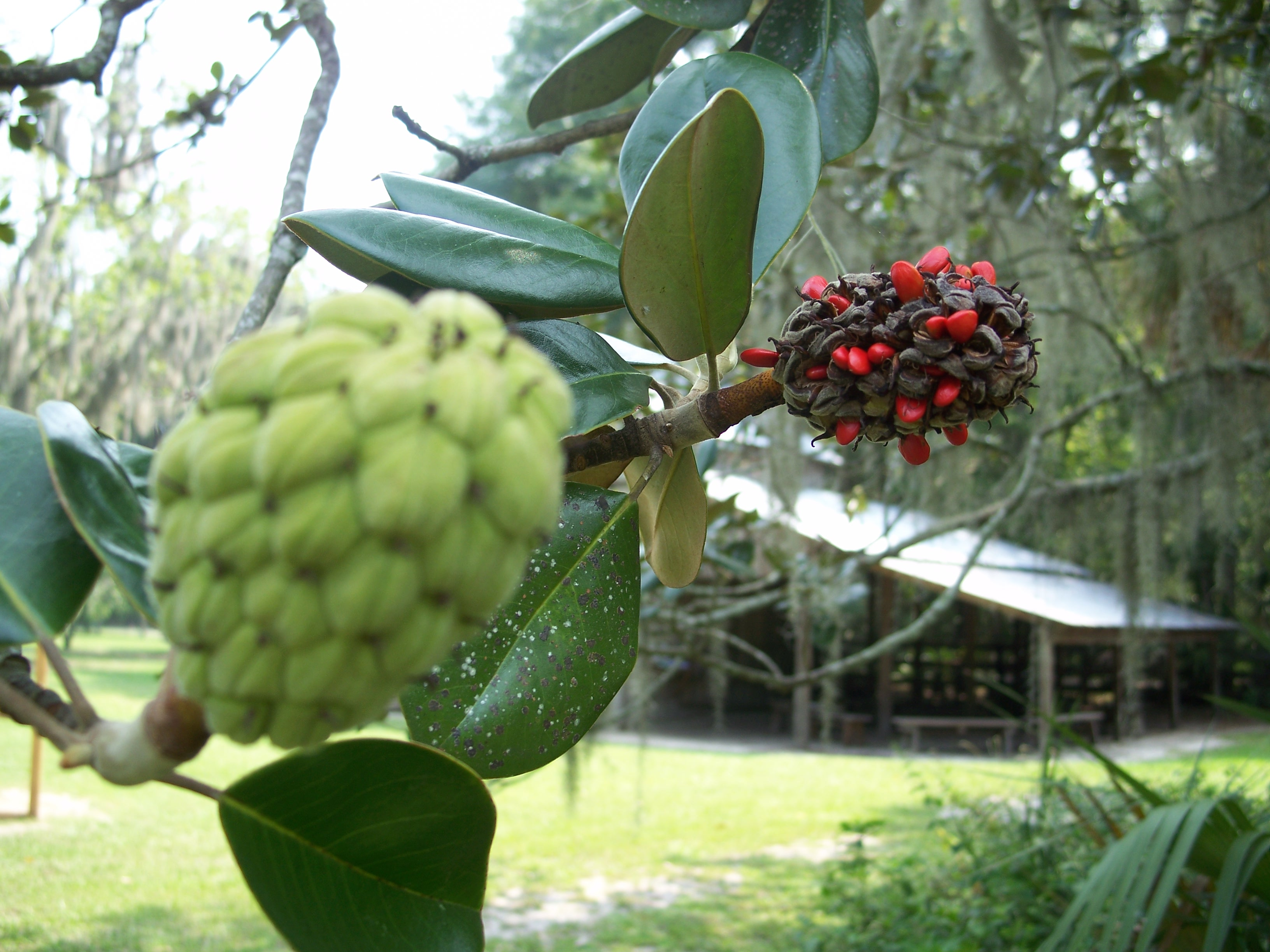
Canvi d'aspecte del fruit en dos diferents estats de maduració
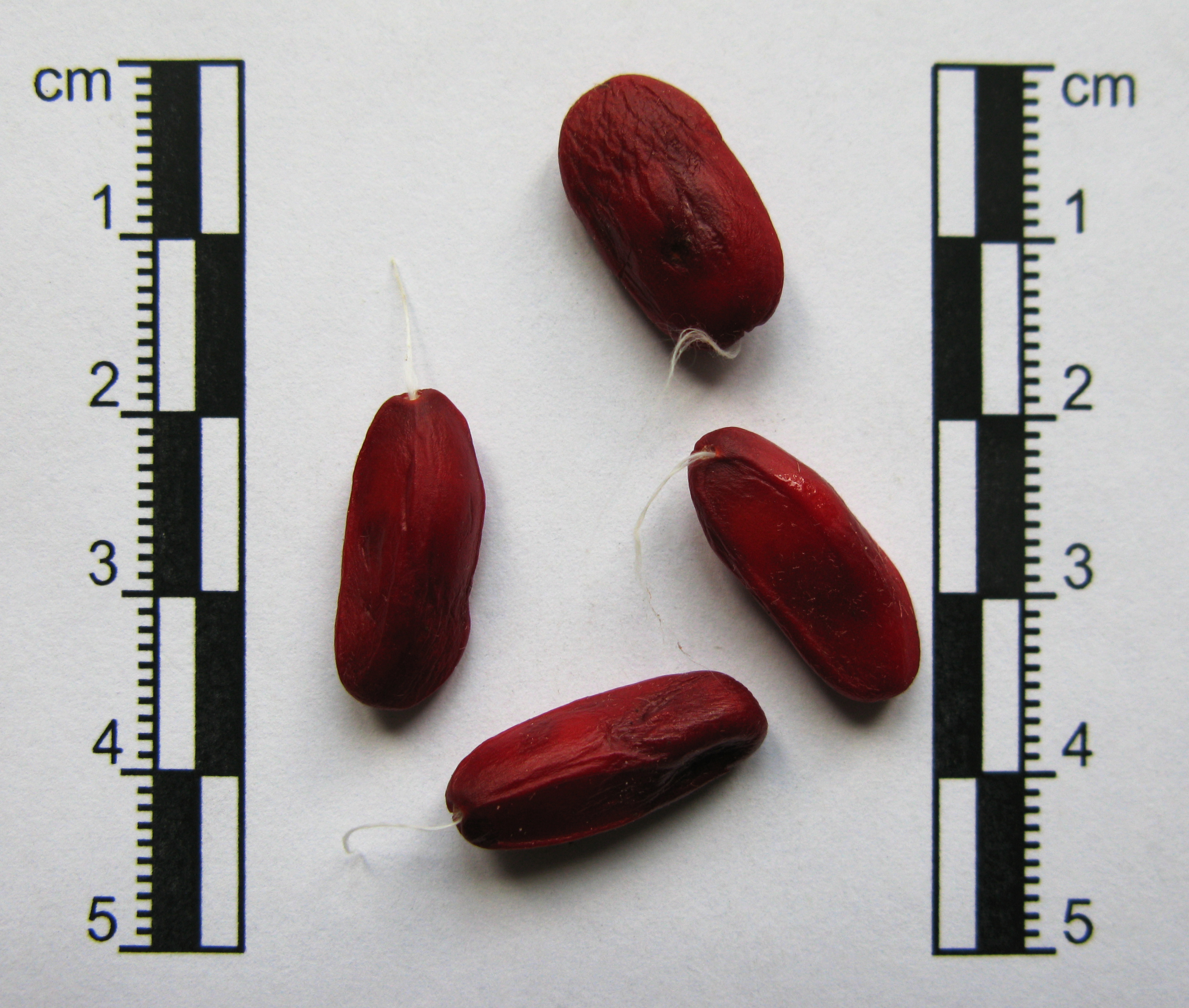
Mesura de les llavors (1,5 - 2,0 cm)
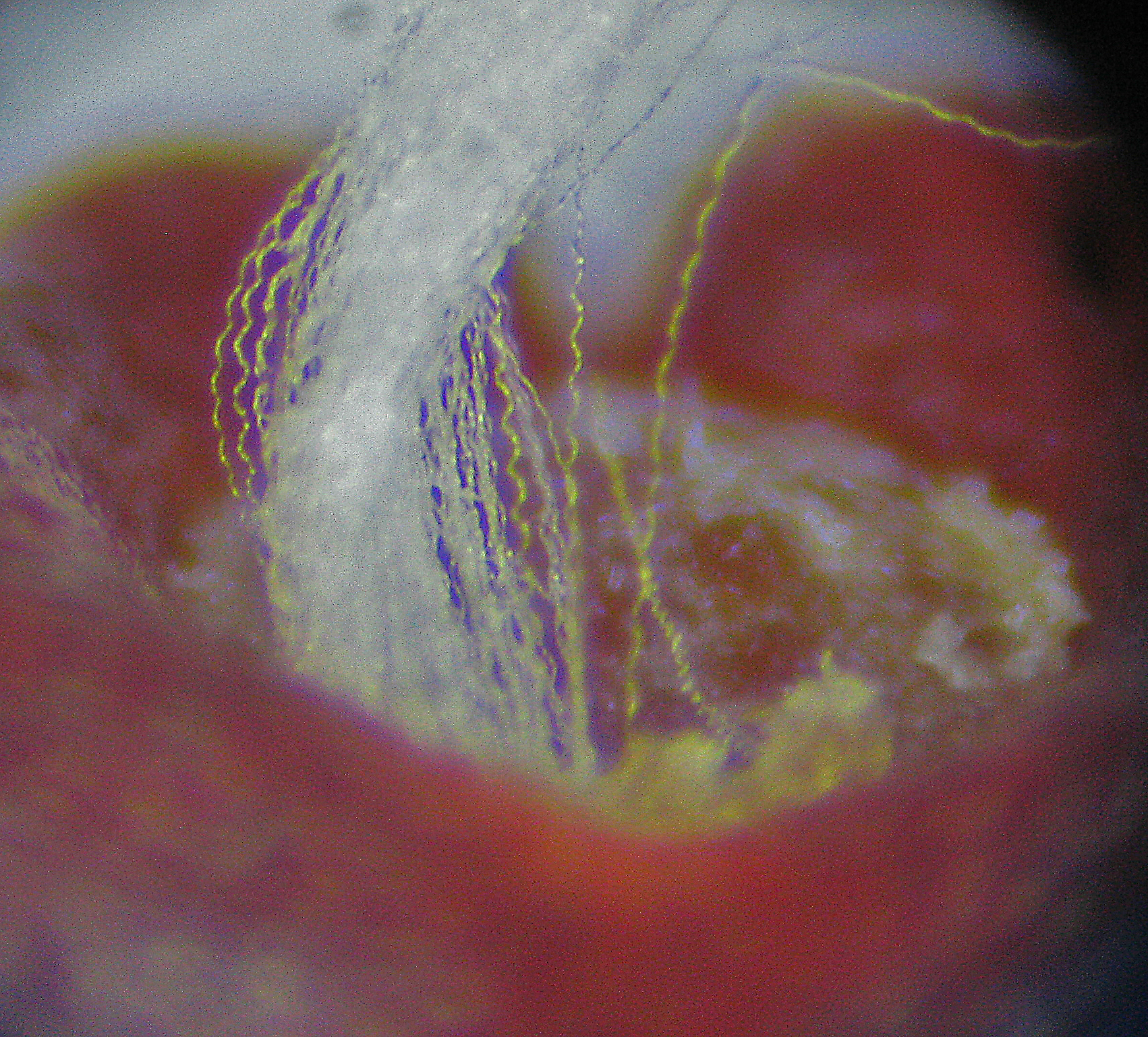
Filaments blancs que surten del pol de la llavor

## Algunes espècies

### SubgènereMagnolia

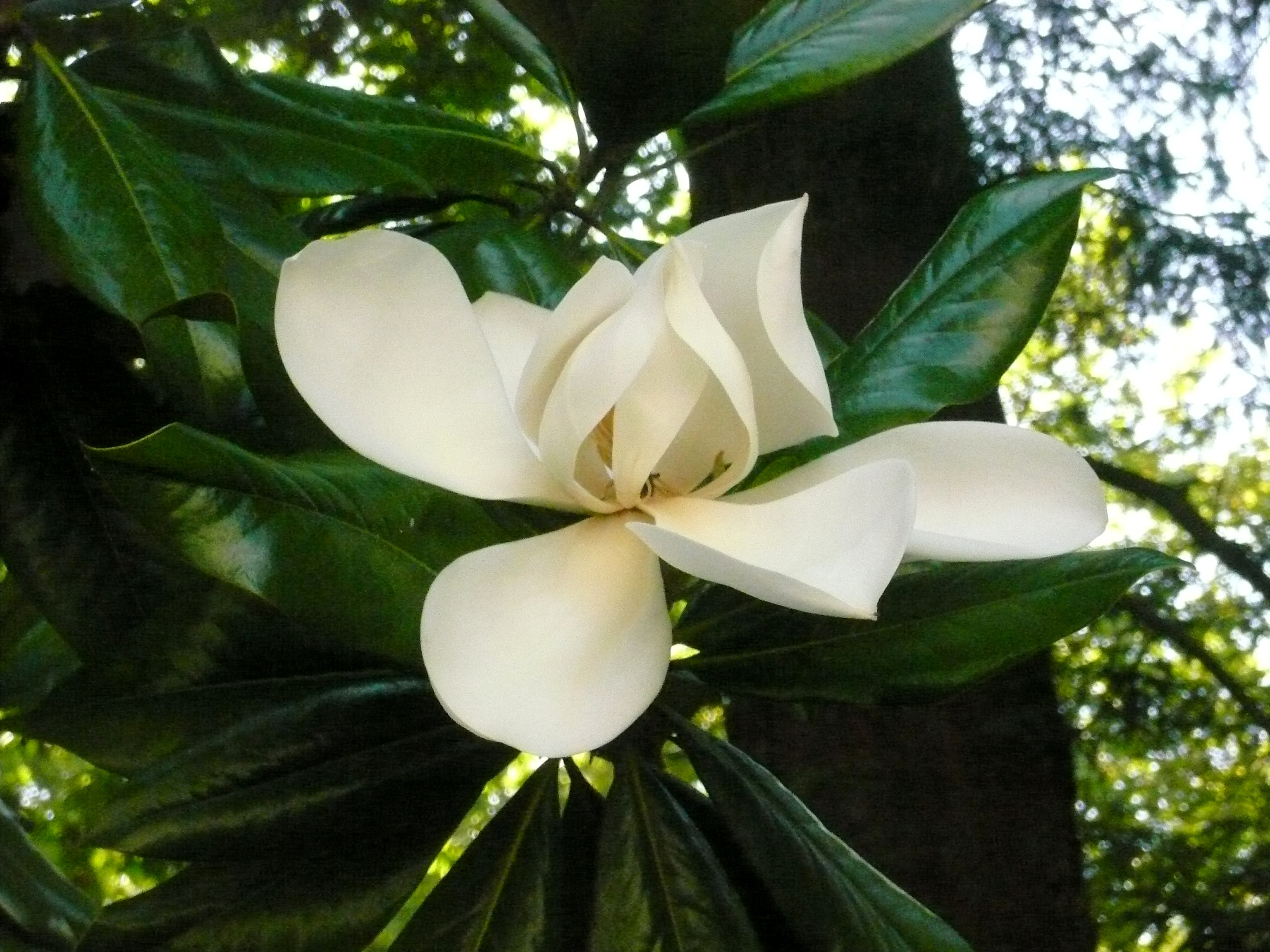
Magnolia grandiflora flor

#### SeccióMagnolia
- Magnolia grandiflora
- Magnolia guatemalensis

#### SeccióGwillimia

##### SubseccióGwillimia
- Magnolia albosericea
- Magnolia championii
- Magnolia coco

##### SubseccióBlumiana
- Magnolia gigantifolia
- Magnolia hodgsonii

#### SeccióTalauma

##### SubseccióTalauma
- Magnolia allenii
- Magnolia amazonica
- Magnolia boliviana
- Magnolia mexicana
- Magnolia sellowiana

##### SubseccióDugandiodendron
- Magnolia argyrothricha
- Magnolia calimaensis
- Magnolia magnifolia (Lozano) Govaerts. (COLÒMBIA)
- Magnolia yarumalense (Lozano) Govaerts. (COLÒMBIA)

##### SubseccióCubenses
- Magnolia cacuminoides
- Magnolia cristalensis
- Magnolia pallescens
- Magnolia portoricensis

#### SeccióManglietia
- Magnolia aromatica
- Magnolia blaoensis
- Magnolia conifera
- Magnolia tibetica
- Magnolia utilis
- Magnolia yuyuanensis

#### SeccióKmeria
- Magnolia duperreana
- Magnolia kwangsiensis
- Magnolia thailandica

#### SeccióRhytidospermum

##### SubseccióRhytidospermum
- Magnolia obovata
- Magnolia officinalis
  - Magnolia officinalis ssp. biloba
- Magnolia rostrata
- Magnolia tripetala

##### SubseccióOyama
- Magnolia globosa
- Magnolia sieboldii

#### SeccióAuriculata
- Magnolia fraseri

#### SeccióMacrophylla
- Magnolia macrophylla

### SubgènereYulania
anteres obertes pels costats. Caducifolis.

#### SeccióYulania

##### SubseccióYulania
- Magnolia amoena
- Magnolia biondii
- Magnolia campbellii
- Magnolia cylindrica
- Magnolia dawsoniana
- Magnolia denudata
- Magnolia kobus
- Magnolia liliiflora
- Magnolia salicifolia

##### SubseccióTulipastrum
- Magnolia acuminata

#### SeccióMichelia

##### SubseccióMichelia
- M. x alba
- Magnolia angustioblonga
- Magnolia microcarpa
- Magnolia xanthantha

##### SubseccióElmerrillia
- Magnolia platyphylla
- Magnolia pubescens
- Magnolia tsiampacca

##### SubseccióMaingola
- Magnolia annamensis
- Magnolia carsonii
- Magnolia pealiana

##### SubseccióAromadendron
- Magnolia ashtonii
- Magnolia elegans

### SubgènereGynopodium

#### SeccióGynopodium
- Magnolia kachirachirai
- Magnolia yunnanensis

#### SeccióManglietiastrum
- Magnolia pleiocarpa
- Magnolia praecalva
- Magnolia sinica